# 日本共產黨（馬列）
日本共产党（马列）（日语：日本共産党（マルクス・レーニン主義））是日本的一个存在于1974至1999年的共产主义政党。它的党首是安齋庫治，机关报是《无产阶级》。
1999年6月与共产同系的共产主义者同盟 (赫旗派)合并成劳动者共产党。该党的一部分党员另外成立日本共产党（行动派）。